# Kennedy Meadows
Kennedy Meadows es un lugar designado por el censo ubicado en el condado de Tulare en el estado estadounidense de California. En el año 2010 tenía una población de 28 habitantes.

## Geografía
Kennedy Meadows se encuentra ubicado en las coordenadas 36°0′27″N 118°6′36″O / 36.00750, -118.11000.